# Teretnica
Teretnica je najznačajnija isprava o transportu, jer ona ima robno – vrijednosni karakter tj. vrijedi onoliko koliko i teret koji je u njoj naznačen. 
Za robu ukrcanu na brod, izdaje brodar ili zapovjednik broda krcatelju tj. pošiljaocu robe pismenu potvrdu, koja se zove teretnica i kojom se brodar ili zapovjednik broda obvezuju da će prevesti propisanu robu, uz stanovite uvjete, na odredište i izručiti zakonitom posjedniku te teretnice. 
Ta se teretnica ne može izdati i potpisati prije nego što je roba ukrcana, ona mora biti izdana kroz 24h iza dovršenog ukrcaja. Ovom teretnicom krcatelj dokazuje svoja prava brodaru ili zapovjedniku broda. Teretnica je ranije bila isprava isključivo za prijevoz stvari morem, a u najnovije se vrijeme njena upotreba proširila na unutrašnju povidbu, te na multimodalne prijevoze.